# STS–40
Az STS–40 jelű küldetés az amerikai űrrepülőgép-program 41., a Columbia űrrepülőgép 11. repülése.

## Küldetés
Az első űrrepülés, amikor a személyzetből három nő volt a küldetés tagja.

## Jellemzői
A beépített kanadai Canadarm (RMS) manipulátor kart 50 méter kinyúlást biztosított (műholdak indítás/elfogása, külső munkák [kutatás, szerelések], hővédőpajzs külső ellenőrzése) a műszaki szolgálat teljesítéséhez.

### Első nap
Eredetileg 1991. május 22-én kellett indulni, de technikai okok miatt csak június 5-én a szilárd hajtóanyagú gyorsítórakéták, Solid Rocket Booster(SRB) segítségével Floridából, a Cape Canaveral (KSC) Kennedy Űrközpontból, a LC39–B (LC–Launch Complex) jelű indítóállványról emelkedett a magasba. Az orbitális pályája 90,4 perces, 39 fokos hajlásszögű, elliptikus pálya perigeuma 287 kilométer, az apogeuma 296 kilométer volt. Felszálló tömeg indításkor 114 290 kilogramm, leszálló tömeg 102 283 kilogramm. Szállított hasznos teher 12 374 kilogramm

## Hasznos teher
1. Ötödik alkalommal szállította a világűrbe a Spacelab (SLS–1) mikrogravitációs laboratóriumot, melyben a legénység 18 biológiai és orvosi kísérleteket hajtott végre többek között 30 rágcsálón és több ezer kis medúzán.
2. Getaway Special (GAS) – a raktérben 12 tartályban különböző kísérleti anyagok, növények, biológiai anyagok voltak elhelyezve. A kutatás célja megállapítani, hogy a nyitott raktérben milyen változások következnek be a közvetlen sugárhatásokra.
3. Orbiter Experiments (OEX) – az űrrepülőgépre ható erők mérésének programja hat részből állt.
4. Shuttle Entry Air Data System (SEADS) – aerodinamikai mérések (14 ponton) az űrrepülőgép leszállásánál.
5. Shuttle Upper Atmosphere Mass Spectrometer (SUMS) – a felső légkör sűrűségének mérése tömegspektrométerrel.
6. Aerodynamic Coefficient Identification Package (ACIP) – különféle aerodinamikai gyorsulások mérése, rögzítése.
7. High Resolution Accelerometer Package (HiRAP) – gyorsulás mérése, rögzítése a légkörbe való belépésnél.
8. Orbital Acceleration Research Experiment (OARE) – az ACIP és a HiRAP méréseinek érzékenyebb mérőeszközökkel történő ellenőrzése. Kalibrálására csak mikrogravitációs környezetben van mód.
9. Shuttle Infrared Leeside Temperature Sensing (SILTS) – infravörös mérések visszatérésnél, az űrrepülőgép testére ható hőhatások meghatározása.
10. Aerothermal Instrumentation Package (AIP) – 125 aerodinamikai mérési pont.

## Kilencedik nap
1991. június 14-én Kaliforniában az Edwards légitámaszponton (AFB) szállt le. Összesen 9 napot, 2 órát, 14 percet és 20 másodpercet töltött a világűrben. 6 083 223 kilométert (3 779 940 mérföldet) repült, 133 alkalommal kerülte meg a Földet. Egy különlegesen kialakított Boeing 747 tetején június 21-én visszatért kiinduló bázisára.

## Személyzet
(zárójelben a repülések száma az STS–40 küldetéssel együtt)
- Bryan Daniel O’Connor (2), parancsnok
- Sidney Gutierrez (1), pilóta
- James Bagian (2), küldetésfelelős
- Tamara Jernigan (1), küldetésfelelős
- Rhea Seddon (2), küldetésfelelős
- Drew Gaffney (1), rakományfelelős
- Millie Hughes-Fulford (1), rakományfelelős

### Tartalék személyzet
Robert Ward Phillips rakományfelelős

### Visszatérő személyzet
- Bryan Daniel O’Connor (2), parancsnok
- Sidney Gutierrez (1), pilóta
- James Philip Bagian (2), küldetésfelelős
- Tamara Jernigan (1), küldetésfelelős
- Margaret Rhea Seddon (2), küldetésfelelős
- Drew Gaffney (1), rakományfelelős
- Millie Hughes-Fulford (1), rakományfelelős